# Врджюка, Драгутин
Драгутин Врджюка (хорв. Dragutin Vrđuka; 3 апреля 1895, Аграм, Австро-Венгрия — 23 января 1948, Загреб, ФНРЮ) — югославский хорватский футболист, вратарь. Первый в истории голкипер сборной Югославии, цвета которой защищал на олимпиадах 1920 и 1924 годов.

## Карьера

### Клубная
Выступал в составе загребского клуба «Граджянски», защищал ворота команды в различных турнирах и матчах ещё до создания чемпионата, играл в составе сборной Загреба, за которую провёл 15 матчей. В 1923 году в составе клуба «Граджянски» стал первым в истории чемпионом Югославии (Королевства СХС), одержав победу в созданном в том году турнире.

### В сборной
В составе главной национальной сборной Королевства СХС дебютировал 28 августа 1920 года в матче против сборной Чехословакии на Олимпиаде 1920 года, а последний матч сыграл 26 мая 1924 года против сборной Уругвая на Олимпиаде 1924 года, оба матча его команда проиграла со счётом 0:7. Всего провёл за главную сборную страны 7 матчей, в которых пропустил 35 мячей.

## Достижения

### Командные
Чемпион Королевства СХС: (1)
- 1923

## Личная жизнь
Помимо игры в футбол, работал драпировщиком.
Умер на 53-м году жизни, 23 января 1948 года в родном Загребе от туберкулёза.